# Rio Michatoya
Rio Michatoya é um rio centro-americano da Guatemala.